# Petra Schersing
Petra Schersing (Quedlinburg, 18 juli 1965) is een atleet uit Oost-Duitsland.
Op de Olympische Zomerspelen van Seoul in 1988 nam Schersing onder de naam Petra Müller deel aan de 4x400 meter estafette, waarmee ze met het Oost-Duitse team een bronzen medaille haalde. Bij de 400 meter individueel liep ze in de finale naar de tweede plaats voor een zilveren medaille.
In 1987 werd Schersing met het Oost-Duitse team op de Wereldkampioenschappen atletiek 1987 wereldkampioen 4x400 meter estafette.
- World Athletics: 14359060

1983: Walther, Busch, Koch, Rübsam ·
1987: Neubauer, Emmelmann, Schersing, Busch ·
1991: Ledovskaja, Dzjigalova, Nazarova, Bryzgina ·
1993: Torrence, Malone-Wallace, Kaiser-Brown, Miles-Clark ·
1995: Graham, Stevens, Jones, Miles-Clark ·
1997: Feller, Rohländer, Rücker, Breuer ·
1999: Tsjebykina, Gontsjarenko, Kotljarova, Nazarova ·
2001: Richards, Scott, Parris, Fenton ·
2003: Barber, Washington, Richards, Miles-Clark ·
2005: Petsjonkina, Krasnomovets, Antjoech, Pospelova ·
2007: Trotter, Felix, Wineberg, Richards ·
2009: Dunn, Felix, Demus, Richards ·
2011: Richards-Ross, Felix, Beard, McCorory ·
2013: Goesjtsjina, Firova, Ryzjova, Krivosjapka ·
2015: Day, Jackson, McPherson, Williams-Mills ·
2017: Hayes, Felix, Wimbley, Francis ·
2019: Francis, McLaughlin, Muhammad, Jonathas ·
2022: Diggs, Steiner, Wilson, McLaughlin ·
2023: Saalberg, Klaver, Peeters, Bol